# Дюпина, Елизавета Васильевна
Елизаве́та Васи́льевна Дю́пина (20 августа [2 сентября] 1917, Ижевский завод, Вятская губерния — 29 декабря 2006, Тольятти, Россия) — советский работник здравоохранения, почётный гражданин Тольятти.

## Биография
Родилась в Ижевске, окончила среднюю школу, поступила в Ижевский медицинский институт, который окончила в 1941 году. По распределению стала участковым врачом в Вурнарском районе Чувашской АССР. В 1945 году стала заместителем главного врача городской клинической больницы в Вурнарах, а с 1949 по май 1952 года возглавляла эту больницу.
В 1952 году переехала в Ставрополь (ныне Тольятти), на строительство Куйбышевской ГЭС. Работала в больнице старого города, лечила от пневмонии начальника строительства Ивана Комзина, который назначил Дюпину главным врачом новой ведомственной больницы Куйбышевгидростроя со стационаром на 150 коек, построенной в посёлке Комсомольский в 1952 году.
В 1961 году была назначена заведующей городским отделом здравоохранения, но уже спустя два года, из-за необходимости ухода за больной матерью и невозможности частых командировок, вернулась в свою больницу на должность заведующей терапевтического отделения, на которой продолжала трудиться и после выхода на пенсию.
Член КПСС, пятнадцать раз избиралась депутатом райсовета и горсовета.
Умерла 29 декабря 2006 года, похоронена в Тольятти

## Звания и награды
- Орден «Знак Почёта»[1];
- медаль «За доблестный труд»[1];
- Отличник здравоохранения[1];
- Почётный гражданин Тольятти (1981)[1].